# الحكيم المنجم
الحَكِيْمُ المُنَجِّمْ (توفي عام 1103)، هو داعي فارسي إسماعيلي نزاري وأول مبشر نزاري في سوريا وينتمي إلى جماعة الحشاشين.
أُرسل الحكيم المنجم من قلعة ألموت إلى سوريا في القرن الثاني عشر، وكان برفقته عدد من الدعاة التابعين له. ظهر في حلب في شمال سوريا، والتي كانت مكانًا مناسبًا له لبدء حياته المهنية، حيث كان فيها سكان شيعة بارزون، وكانت قريبة من جبل السماق الذي كان متأثرًا بالفعل بالإسماعيلية. بالإضافة إلى ذلك، كان الحاكم السلجوقي للمدينة رضوان بن تتش في وضع عسكري ضعيف مقارنة بالأمراء السوريين المنافسين الآخرين، وكان يسعى إلى تحالفات جديدة. وتمكن الحكيم المنجم من نيل استحسان رضوان، فتحالفوا مع بعضهم البعض علناً؛ إذ أسس النزاريون دار دعوتهم في حلب وبدأوا أنشطتهم الدينية علناً. ويعتقد البعض بأن رضوان نفسه ربما كان قد تحول إلى العقيدة الإسماعيلية النزارية، لكن هذا غير مرجح. وفي مايو 1103، اُغتيل جناح الدولة الحاكم المستقل لحمص والمعارض الرئيسي لرضوان على يد ثلاثة فدائيين فُرس في جامع النوري الكبير بحمص. ويبدو أن هذا الاغتيال كان بأمر من الحكيم المنجم. وقد صدم هذا الحدث المدينة مما جعل معظم أتراك حمص يهربون إلى دمشق. قام أمير دمشق دقاق بن تتش بالاستيلاء على حمص بسرعة مما منع سقوطها في أيدي الفرنجة. توفي الحكيم المنجم بعد أسابيع قليلة من مقتل جناح الدولة، وقد خلفه في منصب الداعي النزاري لسوريا فارسي آخر وهو أبو طاهر الصائغ. 